# Anne Georges Augustin de Monti
Pour les articles homonymes, voir Monti.
 (octobre 2011).
Si vous disposez d'ouvrages ou d'articles de référence ou si vous connaissez des sites web de qualité traitant du thème abordé ici, merci de compléter l'article en donnant les références utiles à sa vérifiabilité et en les liant à la section « Notes et références ».
Anne Georges Augustin de Monti, né et baptisė le 21 septembre 1753 à Nantes, mort en mai 1788 à Vanikoro, est un officier de marine et navigateur français. Entré jeune dans la Marine royale à l'âge de 17 ans, il participe à la guerre d'indépendance des États-Unis, avant d'embarquer comme second sur l'Astrolabe, un des deux navires de l'expédition de La Pérouse (1er août 1785-1788) au cours de laquelle il périt en mer avec quasiment tout l'équipage.

## Biographie

### Origines et famille
Anne Georges Augustin de Monti est le fils de Joachim de Monti (1715-1774), seigneur de la Giraudais, et d'Anne-Louise Le Loup de La Biliais, dame de La Civelière.
Il intègre la Marine royale à Brest dans sa jeunesse. En embrassant cette carrière, il ne faisait que suivre l'exemple de bon nombre de ses ancêtres, parmi lesquels se trouvent de nombreux capitaines, de lieutenants et d'enseignes de vaisseaux, devancés eux-mêmes dans cette voie par leurs pères d'Italie et de France.

### Carrière militaire

#### Débuts dans laRoyalependant la guerre d'indépendance américaine
Il entre dans la compagnie de Gardes de la Marine de Brest le 1er février 1770
Au mois de mai 1772, le chevalier s'embarque sur L'Aurore qui faisait partie de l'escadre du comte d'Orvilliers et fait sa première campagne d'évolution sous les ordres du commandant de La Tullaye. Débarqué le 7 septembre de la même année, le 1er mars de l'année suivante il occupait la place d'enseigne de la compagnie des gardes du pavillon amiral.
En 1775, l'Académie de marine le fait passer dans la classe des ordinaires et le 25 mai il est appelé à faire sa deuxième campagne d'évolutions, laquelle ne devait se terminer qu'en janvier 1776 ; il était alors sur le Zéphir, commandé par le chef d'escadre le comte de Chuichen.
Du 20 avril au 9 octobre, il fait campagne de rade sur Le Zodiaque ayant pour capitaine son parent, le comte du Chaffault. Appelé de nouveau sur Le Zéphir que commandait Le Grain sous les ordres du comte du Chaffault récemment promu chef d'escadre, il y demeure du mois d'octobre 1776 au 11 avril 1777. C'est à bord de ce navire qu'il reçut le 4 avril, des mains du Chaffault, le brevet d'enseigne de vaisseau.
Le 28 mars 1778, il est promu au grade de lieutenant d'infanterie. Du 15 septembre au 1er novembre de la même année il est sur La Dédaigneuse. À cette dernière date il passe sur le Saint-Esprit commandé par le comte de La Motte-Picquet et sous les ordres duquel il demeure jusqu'en janvier 1781. Chargé par ce chef d'escadre de la conduite d'un convoi à la Martinique, toujours sous ses ordres, il passe sur l’Annibal, assiste à la prise et au combat de la Grenade par Charles Henri d'Estaing, dans les Antilles (16 juin et 4 juillet 1779), prend part au siège de Savannah le 18 décembre 1779 et aux combats du 20 et 22 mars 1780.
Nommé lieutenant de vaisseau le 9 mai 1781, le 13 il monte L'Indien, puis passe sur la Bretagne où il retrouve son ancien chef le comte de Guichen (7 juin 1781). Désigné pour le Protecteur qui vient se faire désarmer à Rochefort au mois de février 1783, il était sur ce navire quand le 1er novembre 1782 il est créé capitaine de fusiliers.
À ce moment, le chevalier de Monti refusa un congé auquel il avait droit pour suivre sur La Vénus (21 février au 27 septembre 1784) son capitaine de vaisseau, Charles de Bernard de Marigny, à l'expédition de Cabinda, sur les côtes d'Afrique. Cette campagne du Congo lui vaut un témoignage de satisfaction du ministre le maréchal de Castries: A bien servi pendant la guerre.
Aussi, il est appelé, le 24 octobre 1784, à recevoir la croix de Saint-Louis par anticipation, car elle ne s'accordait d'ordinaire qu'aux lieutenants de vaisseau ayant 22 ans de services, et la pension aux officiers ayant 20 ans d'exercice ou des blessures qui les missent hors d'état de servir. Il reçoit la croix des mains du comte de Soulanges le 31 octobre 1784, au château de la Preuille, entre Nantes et Fontenay-le-Comte (à six kilomètres de Montaigu et d'Aigrefeuille).

#### Expédition de La Pérouse
Appelé à commander la Dorade, il refuse le 24 avril 1785 ce commandement pour participer à l'expédition La Pérouse.
Le 8 mai, le commandant de la marine reçoit une dépêche qui confirme ses demandes pour les états-majors de la Boussole et de l’Astrolabe et par laquelle le chevalier de Monti prend grade de lieutenant de vaisseau en pied sous les ordres du vicomte de Langle à bord de l’Astrolabe, à l'armement duquel il a travaillé.
Le chevalier de Monti part donc le 1er août 1785 avec Jean-François Galaup de La Pérouse pour un voyage d'exploration scientifique.
La baie Yakutat, dans laquelle les navires de l'expédition font escale est baptisée « baie de Monti », en son honneur, par La Pérouse.
Quand le 9 décembre 1787 son commandant Paul Antoine Fleuriot de Langle meurt massacré avec plusieurs de ses compagnons par les habitants de l'île de Maouna, Monti reçoit temporairement la fonction de capitaine sur L'Astrolabe jusqu'en janvier 1788 et l'arrivée à Botany Bay, en Australie, leur dernière escale. Le 10 mars 1788, les deux bâtiments lèvent l'ancre enfin pour leur dernier voyage. Lexpédition prend fin tragiquement au large des Nouvelles-Hébrides sur les récifs de l'île de Vanikoro dans le Pacifique sud.

## Hommages
En 2018, le parc historique du Puy du Fou rend hommage à Augustin de Monti, en le faisant héros d'un nouveau spectacle immersif, "Le Mystère de La Pérouse", qui fait revivre l'expédition autour du monde, du départ du port de Brest au naufrage à Vanikoro. Augustin de Monti est choisi comme personnage central car un de ses descendants collatéraux habite le château du Fief-Milon, au Boupère, non loin du parc d'attraction.